# Кальмарсунд
Кальмарсунд (Кальмарский пролив, швед. Kalmarsund) — пролив в шведских водах Балтийского моря, отделяющий остров Эланд от Скандинавского полуострова. Пролив имеет длину около 130 километров и ширину от 5 до 25 километров.
В 1972 году был введён в эксплуатацию Эландский мост, объединяющий автотранспортные системы острова и материка.

## Экология
В 2007 году специалистами Кристинебергской научно-исследовательской морской станции был предложен проект по улучшению экологической ситуации в водах пролива. Высокие концентрации азота и фосфора, являющиеся отходами сельского хозяйства Швеции, предлагается снизить путём искусственного разведения мидий. Подобный проект уже был успешно применён на западном побережье Скандинавии, где мидии (в комплексе с другими организмами) поглощали в свою биомассу около 39 тонн азота в год. Специалисты Кристинебергской станции и биотехники Кальмара предложили правительству профинансировать аналогичный проект на восточном побережье Скандинавского полуострова.

## Археология
Области вдоль Кальмарсунда имеют свидетельства древних неолитических стоянок и поселений бронзового века; кроме того, известно, что относящиеся к мезолиту народы пересекли пролив по льду в ранний голоценовый период, когда ледник начал отступать от острова Эланд. Люди, мигрировавшие через Кальмарсунд, в шестом тысячелетии до н. э. основали одну из самых первых деревень мезолита в северной Европе.